# Glaciarium

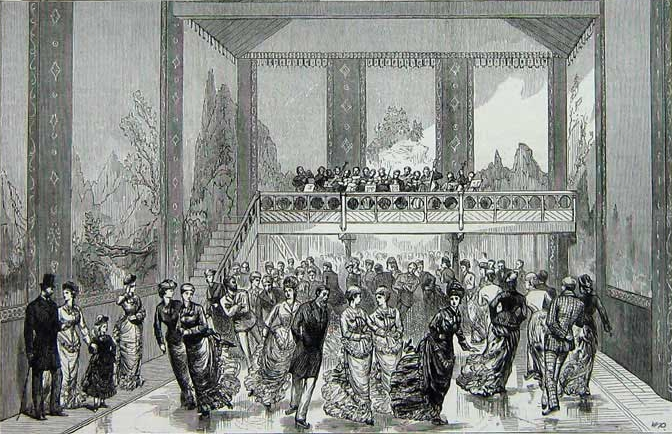
Glaciarium

Het Glaciarium was de eerste kunstijsbaan ter wereld en werd op 7 januari 1876 geopend in Londen aan de Kings Road in de wijk Chelsea.
De baan werd door John Gamgee bedacht en bevond zich in een tent in een klein gebouw, maar enkele maanden later werd deze verplaatst naar de permanente locatie 379 Kings Road, waar de baan afmetingen kreeg van 40 bij 24 voet.
De baan was aangelegd op een betonnen oppervlak met hierop een laag aarde, haren van koeien en houten planken. Hierop werden ovale koperen pijpen gelegd waar een oplossing van glycerine met ether, peroxidestikstof en water door werd geleid.
De pijpen werden bedekt met een laag water en de oplossing die door de pijpen werd gepompt deed het water bevriezen.
Gamgee had het proces ontdekt toen hij een methode probeerde te ontwikkelen om importvlees uit Australië en Nieuw-Zeeland te bevriezen, waarop hij in 1870 patent verwierf.
Voor de exploitatie van de baan werd gebruikgemaakt van de ervaringen die men had met de reeds bestaande openluchtbanen in de wintersport landen in de Alpen. Om van de baan gebruik te maken moest men een abonnement nemen, waardoor alleen welgestelde mensen hiervan konden gebruikmaken. Een orkest zorgde voor de nodige stemming en de wanden van de baan waren gedecoreerd met prachtig uitzicht op de Zwitserse Alpen.
Aanvankelijk was de baan een groot succes en Gambee opende nog in hetzelfde jaar twee andere banen, de Rushholme in Manchester en de Floating Glaciarium in Charing Cross in Londen. Deze laatste baan was met zijn 115 bij 25 voet aanmerkelijk groter dan de vorige. Het proces was echter behoorlijk duur en door de mistige sfeer op de baan bleven de bezoekers weg. Halverwege 1878 was Gambee gedwongen om al zijn banen te sluiten.

## Referentie
Martin C. Harris, Homes of British Ice Hockey